# Людина-Павук: Інший
«Інший» (англ. «The Other») — сенсаційна комікс-серія про невиліковну хворобу Людини-Павука, яка публікувалась одразу у трьох серіях: «Friendly Neighborhood Spider-Man», «Marvel Knights Spider-Man» та «The Amazing Spider-Man» з 2005 по 2006 рік.
- Автори: Пітер Девід, Реджинальд Хадлін, Дж. Майкл Стражинський.
- Художники: Майк Деодато молодший, Пет Лі, Майк Вайрінго.

## Сюжет
| Номер | Українська назва | Опис |
| ----- | ---------------- | --- |
| 1     | Шок              | У місті з'являється новий злочинець — Трасер, який може брати під контроль всі предмети. Навіть кулі слухаються Трасера і починають гнатися за Людиною-павуком через все місто. І нехай дякуючи тренуванням Капітана Америки герой уникне смерті, до лікарні йому все ж доведеться звернутися. А там на нього чекають зовсім неприємні новини…                                        |
| 2     | Протест          | Людина-павук продовжує полювання на Трасера. Герой навіть не помічає, що його теж переслідують — до міста повернувся зловісний Морлан, який мріє «випити» життєві сили у Людини-павука. Неприємності починаються навіть у Мері Джейн — її переслідує божевільний фанат. Але це все — ніщо у порівнянні зі страшним діагнозом Пітера…                                                  |
| 3     | Гнів             | Трасер влаштовує диверсію — скориставшись тим, що Месники вирушають у місто, потрапляє до Башти Старка. Злочинець планує взяти тітку Мей у заручники — і лише дивом Людина-павук встигає на допомогу. Починається битва, кінець якої не може передбачити ніхто, адже хвороба Пітера прогресує…                                                                                        |
| 4     | Згода            | Людина-павук шухає шляхи порятунку від невідомої хвороби. У цьому йому намагаються допомогти найвеличніші розуми планети — король Ваканди Чорна Пантера, Рід Річардс з «Фантастичної четвірки», найвеличніший чарівник Землі Доктор Стрендж і навіть Брюс Беннер, більш відомий як Халк. Часу все менше, а на кону — життя Людини-павука.                                             |
| 5     | Відступ          | У відчаї знайти допомогу у найвеличніших розумів планети, які виявилися безсильними проти невідомої хвороби, Людина-павук вирушає до Латверії, у замок Доктора Дума. Герой хоче скористатися машиною часу суперзлочинця, щоб вирушити у минуле. |
| 6     | Підсумок         | Людина-павук розуміє, що йому залишилося недовго. Але герой не збирається здаватися, навіть коли проти нього на смертельний поєдинок виходить Морлан — старий противник Людини-павука. Невідомо, звідки з'являється цей злочинець, зате зрозуміло — Морлан не зупиниться ні перед чим заради своєї цілі: повністю поглинути сили Людини-павука.                                       |
| 7     | Невиліковність   | Людина-павук вже не може битися у повну силу. Цим користується Морлан, щоб напасти на героя, скалічити і залишити на межі життя і смерті. Людину-павука відправляють до лікарні, де Морлан планує свою фінальну атаку, адже там злочинцеві ніхто не зможе завадити. |
| 8     | Наслідки         | Людина-павук загинув, рятуючи Мері Джейн від рук зловісного Морлана. Тепер друзям і родичам героя потрібно змиритися з втратою і вирішити багато питань — як зберегти таємницю особистості Пітера після смерті, як заспокоїти тітку Мей. Але відбувається непередбачуване — тіло Пітера зникає, а неподалік з'яляється таємничий кокон.                                               |
| 9     | Еволюція         | Родина, друзі, союзники Пітера все ще перебувають у шоці після його загибелі і таємничого зникнення тіла з башти Месників. А тим часом на березі, у таємничому коконі, відбувається таємнича трансформація. Людина-павук буквально народжується заново. |
| 10    | Здобич піратів   | Найкращі вчені-супергерої — Тоні Старк, Рід Річардс та Генк Пім — намагаються зрозуміти, як змінився Пітер після переродження. І хоча аналізи показують, що все у нормі, сам Людина-павук відчуває: він став іншим. Його павуче чуття загострене до неможливості, а руки «пам'ятають» шипи, які прорізались у Пітера під час бою з Морланом. І незабаром героя очікує нова небезпека… |
| 11    | Призначене       | Людина-павук продовжує переслідувати дивного ворога, який складається з тисяч павуків-вбивць. Агресор потрапив до Башти Старка, і, здається, знає про Пітера набагато більше, аніж потрібно. |
| 12    | Нове життя       | Настав час останнього випробування для Людини-павука. Якщо герой витримає — то зміниться і почне нове життя. А якщо не витримає — загине… І вже не буде ніякого дивовижного повернення з мертвих, адже павуки скидають шкіру лише один раз у житті! |